# 米龙乡
米龙乡，是中华人民共和国四川省甘孜藏族自治州雅江县下辖的一个乡镇级行政单位。

## 行政区划
米龙乡下辖以下地区：
米龙村、程章村、然公村、隆冬村、本孜绒村、绒巴村和卢依普村。